# 森田稔夫
森田 稔夫（もりた のりお、1937年（昭和12年）6月30日 - 1991年（平成3年）7月8日）は、昭和から平成時代初期の政治家。青森県五所川原市長。

## 経歴
森田安雄、キヨの子として青森県西津軽郡木造町（現つがる市）に生まれる。父が旧制木造中学校の教師から応召して戦死後、医師の母に育てられる。東京大学教養学部を卒業し日本鋼管（現JFEスチール、JFEエンジニアリング）に入社。1967年（昭和42年）五所川原市に移住し森田農場を経営する。衆議院議員総選挙に3度挑戦するものの果たせず、1983年（昭和58年）の五所川原市長選で初当選を果たす。しかし2期目途中、公共工事を巡る側近の疑惑と市政混乱からリコールが成立し辞任した。市長在任中に五所川原大橋の架橋を実現した。